# Aureolin

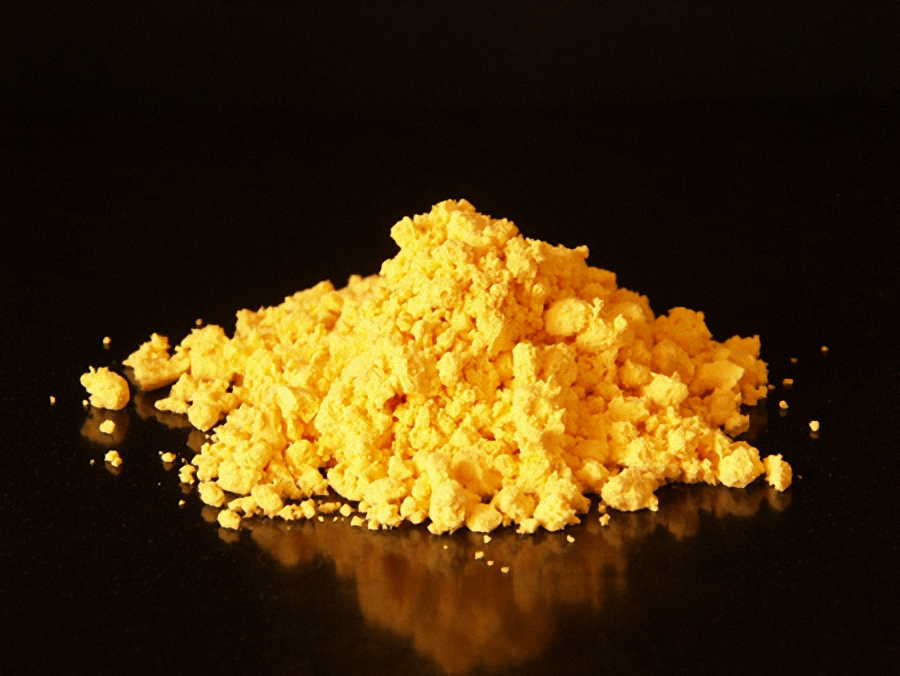
Aureolin,
C.I. Pigment Yellow 40

Aureolin (av latinets aureolus, gyllene), även kallat koboltgult, Fischers gult och Fischers salt, är ett lätt gyllengult, transparent, oorganiskt pigment, ofta med något omättad ton och dragning åt orange. I Colour Index är aureolin listat som Pigment Yellow 40 (77357).
Kemiskt kan pigmentet beskrivas som en kaliumkoboltnitrit, eller kaliumhexanitrokoboltat(III), där natrium delvis tagit kaliumets plats: K3-xNax[Co(NO2)6].nH2O. Denna har endast låg löslighet i vatten, ett förhållande som också kan utnyttjas för att påvisa kalium; om man tillsätter natriumkoboltnitrit, eller natriumhexanitrokoboltat(III), till en kaliuminnehållande lösning fås nämligen en orangegul utfällning med kristaller av detta ämne.

## Historia
Ämnet framställdes första gången 1831, av den tyske kemisten Nikolaus Wolfgang Fischer, som dock beskrev det utförligare först 1848. Oberoende av detta framställdes det även i Paris 1851 av Émile Saint-Evre, som introducerade det som ett pigment. Det hette i början Fischers gult, men när det senare introducerades som pigment för konstnärsfärger fick det namnet aureolin. År 1861 tog Winsor & Newton upp det i sin katalog.
Aureolin lanserades som en ersättning för de gyllengula men mindre hållbara pigmenten gummigutta (C.I. Natural Yellow 24) och indiskt gult (C.I. Natural Yellow 20), vilka bland annat använts för laseringar. Det har dock en del svagheter; det får lätt en gråbrun ton av att utsättas för fukt och ljus, det är känsligt för basiska och sura miljöer, det kan bli missfärgningar vid kontakt med vissa organiska pigment och det har dessutom en viss giftighet.
Aureolin går fortfarande att få tag på idag (2018), men det har till största delen ersatts av modernare, mer ljusäkta och tåliga alternativ. Namnet aureolin används gärna som beskrivande namn på efterliknande färgblandningar.